# Grigori Razoumovski
Pour les articles homonymes, voir Razoumovski.
Le comte Grigori Kirillovitch Razoumovski (en russe : Григо́рий Кири́ллович Разумо́вский), né le 10 novembre 1759 à Saint-Pétersbourg et mort le 3 juin 1837 à Böhmisch Rudoletz, est un naturaliste russe.

## Biographie
Il est le cinquième fils du comte Kirill Razoumovski (1709-1771). Sa santé chétive lui permet de choisir une autre voie que celles empruntées par les personnes de sa condition, et contrairement à ses frères, il n'opte pas pour une carrière militaire ou politique mais pour une carrière scientifique. Ainsi son frère, le prince André Razoumovsky, est ambassadeur de Russie à Vienne, célèbre pour ses relations avec Beethoven.
Il fait des voyages d'études à Leyde et y étudie la minéralogie et la géologie. Il réside longtemps à Genève, où il est le premier à décrire le triton palmé. Il est élu en 1788 à l'Académie royale des sciences de Suède. Après son mariage raté, il voyage à nouveau aux Pays-Bas, en Allemagne et, une dernière fois en Russie en 1799. Il se marie une seconde fois en 1822. En désaccord avec l'empereur Alexandre, il émigre en Autriche en 1811, devenant sujet autrichien et étant accepté dans la noblesse de Bohême en tant que comte.
Il publie avec Leopold Grund ses Observations minéralogiques sur les environs de Vienne en français en 1822, ouvrage qui traite également de paléontologie. Les échantillons qui furent utilisés pour la rédaction de ce livre sont, en partie, conservés au Badener Rollett-Museum. Il publie également en français Anecdotes et pensées philosophiques sur la Russie.